# Zermeghedo
Zermeghedo é uma comuna italiana da região do Vêneto, província de Vicenza, com cerca de 1.234 habitantes. Estende-se por uma área de 2 km², tendo uma densidade populacional de 617 hab/km². Faz fronteira com Montebello Vicentino, Montecchio Maggiore, Montorso Vicentino.

## Demografia
| Variação demográfica do município entre 1861 e 2011                               |
|                                                                                   |
| Fonte: Istituto Nazionale di Statistica (ISTAT) - Elaboração gráfica da Wikipedia |